# Ricardo Lopes
Ricardo Lopes Pereira mais conhecido como Ricardo Lopes (Nova Rosalândia, 28 de outubro de 1990), é um futebolista brasileiro que atua como atacante. Atualmente, joga pelo Lamphun Warriors FC, da Tailândia.

## Títulos
Jeonbuk Hyundai Motors
- K League: 2017 e 2018
- Liga dos Campeões da AFC: 2016